# Gelis utahensis
Gelis utahensis là một loài tò vò trong họ Ichneumonidae.